# رمضان خان باصری
رمضان خان باصری یکی از بزرگان ایل باصری بود که پس از مهاجرت به قومس در اواخر دوره قاجاریه، خود را نایب الحکومه جندق و خور و بیابانک اعلام کرد و نیروهای خود را به عنوان راهدار در منطقه قرار داد. او پس از یک سال توسط نیروهای دولتی به فرماندهی حاکم طبس از جندق بیرون رانده شد. از ماجرای یورش او به منطقه خور و بیابانک، در قصیده جندقیه یاد شده است.

## زندگی
رمضان خان باصری از طایفه عبدالهی و از نسل باصری‌هایی بود که در دوره سلطنت فتحعلی شاه قاجار از فارس به اصفهان کوچ کرده و به تیره بالاولایتی مشهور بودند. او در اواخر دوره قاجار برای تصاحب عنوان کلانتری ایل باصری و به دست آوردن مرتع به فارس برگشت و چندین مرتبه با خوانین و کلانتران این ایل به جدال و منازعه پرداخت. در این بازی قدرت، رمضان خان بازنده و بدنبال قتل یکی از خوانین باصری و اوضاع اجتماعی نابسامان فارس که در آن دوران گرفتار ناامنی، قحطی و بیماری شده بود، مجدداً به اصفهان بازگشت.
ماجراجویی‌های رمضان خان در این مرحله خاتمه نیافت. وی در اصفهان بر نیرو و توان خود افزود و به منظور به دست آوردن چراگاه و مرتعی برای اتباع یورشی خود قصد خور و بیابانک در کویر مرکزی ایران نمود. او توانست در سال ۱۲۹۶ خورشیدی با استفاده از ضعف حاکمیت مرکزی و عدم نظارت کافی بر ایالت و نارضایتی ساکنان این منطقه از حاکمان خود، در کنار یاری رؤسا و منتقدان محلی، قدرت‌الله خان، نایب‌الحکومه و پسرش را بکشد و به راحتی بر قلعه ایراج و منطقه خور و بیابانک مسلط شود.
پس از گذشت یک سال از شورش او، در اواخر ۱۲۹۷ خورشیدی نیروهای دولتی به فرماندهی میرزا ابراهیم خان - حکمران طبس- مأمور بیرون راندن وی از منطقه خور و بیابانک شدند. در نبرد اول نزدیک به سیصد نیروی دولتی کشته شدند و سپس عقب‌نشینی کردند. پس از گذشت یک ماه و با آمدن نیروهای بلوچ و گروه‌های دیگری از قهستان، سیستان، بیرجند و طبس به سرکردگی اشرف النظام با تجهیزات و ادوات جنگی کامل، سرانجام در تاریخ ۲۸ فروردین ۱۲۹۸ قلعه ایراج سقوط کرد و رمضان خان با نیروهایش از قلعه گریختند. او سپس به روستای دور از دسترس رشم در دامنهٔ کوهستان‌های دامغان پناه برد. ولی باز هم دست از سرکشی نکشید و تا سال ۱۳۰۷ به اتفاق پسرش به کاروانیانی که از کویر مرکزی ایران می‌گذشتند دستبرد می‌زد. چنانچه در سال ۱۳۰۱ نیز گزارش‌هایی از دریافت حق عبور غیرقانونی در راه‌های جندق و بیابانک توسط نیروهای او ثبت شده است.
او سر انجام در سال ۱۳۰۷ در یک درگیری در رشم کشته شد.